# Малта на Европском првенству у атлетици на отвореном 1962.
Малта је учествовала на 7. Европском првенству у атлетици на отвореном 1962. одржаном у Београду од 12. до 16. септембра. Ово је било 2. европско првенство у атлетици на отвореном на којем је Малта учествовала. Репрезентацију Малте представљао један такмичар који се такмичио  у трци на 100 метара.
На овом првенству представник Малте није освојио ниједну медаљу нити је остварио неки резултат.

## Учесници
Мушкарци:
- Eucharist Agreach — 100 м

## Резултати

### Мушкарци
| Атлетичар         | Дисциплина | Лични рекорд | Квалификације | Квалификације | Полуфинале           | Полуфинале           | Финале               | Финале  | Детаљи   |
| Атлетичар         | Дисциплина | Лични рекорд | Резултат      | Место         | Резултат             | Место                | Резултат             | Место   | Детаљи   |
| ----------------- | ---------- | ------------ | ------------- | ------------- | -------------------- | -------------------- | -------------------- | ------- | -------- |
| Eucharist Agreach | 100 м      |              | 11,8          | 6. у гр. 1    | Није се квалификовао | Није се квалификовао | Није се квалификовао | 29 / 29 | стр 391. |